# التكيف الأعلى (الدرجة الثانية)
يعد التكيف الأعلى أو التكيف من الدرجة الثانية في التكيف الكلاسيكي، أحد أشكال التعلم في عالم الحيوانات حيث يكون التحفيز أولاً ذا مغزى أو ناتج عن كائن حي من خلال خطوة أولية للتعلم، ثم يتم استخدام هذا التحفيز كأساس للتعلم عن المحفز الجديد. على سبيل المثال، قد يتعلم الحيوان أولاً ربط صوت الجرس بالطعام (تكيف من الدرجة الأولى)، ولكن بعد ذلك يتعلم ربط الضوء بصوت الجرس (تكيف من الدرجة الثانية). يُظهر نحل العسل تكيفًا من الدرجة الثانية أثناء تكيف تمديد خرطوم. 

## ثلاث مراحل في التكيف من الدرجة الثانية
في إجراء SOC ، هناك ثلاث مراحل. في مرحلة التدريب الأولى ، الحافز الشرطي (CS1) متبوع بحافز غير مشروط (الولايات المتحدة). في المرحلة الثانية ، يتم تقديم حافز مشروط من الدرجة الثانية (CS2) مع CS1. أخيرًا ، في مرحلة الاختبار ، يتم تقديم CS2 بمفرده إلى الأشخاص أثناء تسجيل ردودهم. 

## نماذج التكيف من الدرجة الثانية
النماذج النظرية لكيفية عمل التكييف من الدرجة الثانية (SOC) لها أساس في نظريات التعلم النقابي. هناك أربعة نماذج عريضة تستند إلى الجمعيات التي تم تشكيلها خلال SOC. يشير النموذج الأول إلى أن حافز الدرجة الثانية (CS2) والاستجابة المشروطة (CR) يشكلان رابطًا مباشرًا يعززه وجود حافز من الدرجة الأولى (CS1). يشير النموذج الثاني إلى أنه في نجاح SOC ، يتم إنشاء تمثيل ترابطي لكل حافز. سيثير عرض CS2 تمثيل CS1 ، والذي من شأنه أن يثير تمثيل الحافز غير المشروط (الولايات المتحدة) ، مما يؤدي إلى CR. يشير النموذج الثالث إلى وجود صلة مباشرة بين CS2 وتمثيل الولايات المتحدة مما يؤدي إلى CR. يشير النموذج الرابع إلى أن CS2 تثير CR من خلال تمثيل CS1 بسبب وجود اتصال بين CS2 وتمثيل CS1.  ثانيًا- يساعد تكييف الطلب على تفسير سبب رغبة بعض الأشخاص في الحصول على المال لدرجة أنهم يخزونه ويقدرونه أكثر من الأشياء التي يشتريها. يتم استخدام المال في البداية لشراء أشياء تؤدي إلى نتائج مرضية ، مثل سيارة باهظة الثمن. على الرغم من أن المال لا يرتبط ارتباطًا مباشرًا بإثارة القيادة في سيارة رياضية جديدة، على الرغم من التكييف من الدرجة الثانية، يمكن ربط المال بهذا النوع من الجودة المرغوبة. 

## في تكييف الخوف
لقد ثبت في سلسلة تكيف الخوف الترابطية ، مثل CS 2 -> CS 1 -> US ، أن انقراض الاستجابات المتجمدة لمحفز الدرجة الأولى (CS 1 ) يؤدي إلى الاستجابة للضعف في CS 2، ولكن الانقراض من حافز الدرجة الثانية (CS 2 )، ليس له أي تأثير على CS 1 (Debiec et al. ). في نفس الدراسة، تم فحص تأثير التنشيط (استرجاع الذاكرة) على مثل هذه السلسلة الترابطية. أظهرت النتائج أن تثبيط تخليق البروتين بعد التعرض لـ CS 1 واحد يضعف الاستجابات لكل من CS 1 و CS 2، لكن تثبيط تخليق البروتين بعد التعرض لـ CS 2 واحد ، فقط يعطل CS 2 ويترك CS 1 متجمداً سليماً. لذلك، يُعتقد أنه عند تنشيط ارتباط الدرجة الأولى مباشرةً، يتم وضعه في حالة قابلة للتغير (كما نتوقع من أبحاث إعادة التوحيد ) والتي قد تؤثر على الارتباطات التابعة. ومع ذلك، عندما يتم تنشيط الارتباط من الدرجة الأولى بشكل غير مباشر فقط (من خلال السلسلة الترابطية)، يبدو أنه لا يوجد تحفيز كافٍ لبدء العمليات الخلوية التي من شأنها أن تضعها في حالة قابلة للتغير، لذلك تظل ثابتة. 